# トライアンフ・スラクストン
トライアンフ・スラクストン（Triumph Thruxton）は、パラレルツインエンジンを搭載し、スポーティな外観を与えられたイギリスのオートバイのシリーズ。「スラクストン」の名称は、1960年代なかばの耐久レース用に手作りされたマシンに与えられ、2000年代に復活した。

## 由来
このバイクの名称は、1960年代にトライアンフがポディウムを独占したこともあるスラクストン500マイル耐久レースが行われたハンプシャーに所在するスラクストン・サーキットにちなんでいる。

## モデルバリエーション

### スラクストンボンネビル
スラクストンと名付けられた最初のバイクは、ボンネビルT120をベースにトライアンフ・エンジニアリングのメリデン工場で1965年に手作りされた、限定生産のプロダクションクラスのレーサーであるスラクストンボンネビルだった。スラクストンボンネビルはホモロゲーション取得のために開発され、地元のエージェントによってイギリスの耐久レースに参戦した。

### スラクストン900
2004年、ヒンクリーに再建されたトライアンフ・モーターサイクルは、自社のボンネビルから派生した空冷360度クランクのツインエンジンを搭載し、バックステップ、小さな風防、アナログメーター、リバースコーンタイプのサイレンサー、シートカウルを備えたカフェレーサー風のスラクストン900にスラクストンの名称を与えた。キャブレターを備えた900ccモデル（2004-2008）はイギリスのヒンクリー事業所で組み立てられた。
スラクストン900のエンジンは、同じモデルイヤーのボンネビルからアップグレードされており、新しいカムプロファイルと90mmに拡大されたピストンによって865ccとなった排気量から70 bhp (52 kW)を発揮した。鋼管クレードルフレームに2本タイプのスイングアームの組み合わせに、伝統的なスポークホイールを装着しており、フロントが36本スポーク（18x2.5インチ）でリアが40本スポーク（17x3.5インチ）とされた。フロントサスペンションはプリロード調整式の41mmフォークで、リアはクローム処理されたスプリングを備えた2本のプリロード調整式ショックアブソーバーとなっていた。フロントブレーキは320mmのシングルフローティングディスク、リアは小径の255mmのディスクで、前後ともに2ピストンキャリパーが装着された。

### スラクストン1200
2016年、スラクストン900は270度1200cc水冷エンジンの2種類の似たようなスタイルのカフェレーサー、「トライアンフ・スラクストン」と「トライアンフ・スラクストンR」に置き換えられた。スタンダードな1200のスラクストンはコンベンショナルなボトムケースタイプのフロントフォークと固定ディスクが装着されていたが、「R」にはオーリンズのリアサスペンション、ショーワの倒立フォークと、フロントにブレンボのラジアルキャリパーとフローティングディスクが装着されていた。どちらの1200スラクストンもトラクションコントロール、ABSとスポーツ、ロード、レインの3モードを有するライドバイワイヤ式スロットルを備えている。900同等の車重で42%パワーアップしたことで1200のパワーウェイトレシオは改善したが、車重が200kg（乾燥）を超えるためにどちらも軽量とは言えない。
スラクストンの900および1200モデルはどちらもジョン・ブロアがチョンブリ（タイ）に所有する工場で生産されているが、オリジナルのスラクストンはメリデン工場のトライアンフ・ボンネビルをベースにした特別仕様車で、1965年5月からトライアンフは52台のチューニングされたスラクストン・ボニーを生産し、市販車レースのホモロゲーションを取得した。
現代のヒンクリー・スラクストン（ボンネビルも同様）はより「ソフト」で、それほど極端ではなく、オリジナルのスラクストンが最高速度140 mph (230 km/h)以上を達成したのに対し、スラクストン900は120 mph (190 km/h)しか出せない。

## スタイル
ヒンクリー工場がトライデントやデイトナなどの現代的な3気筒バイクの製造を開始したとき、その着想元はおそらくメリデン・トライデントだったにもかかわらず、新しいバイクをメリデン製の先祖に結びつけようとする試みは行われなかった。
対象的に、ヒンクリー工場で新しいパラレルツインの設計が始まったときには、新しいバイクにメリデンの前身と同様の「レトロ」なスタイルを採用することが重要だと判断された。
例えば、クランクケース右に「ポイントカバー」、左に「プラマリーチェーン」が配され、シリンダーヘッドの2つの「ロッカーボックス」、ドライサンプ用オイルタンクを模した右側のサイドカバー、キャブレターを模したスロットルボディ（燃料噴射装置が採用されているにかかわらず）。
トライアンフは「レトロな本物」を追求するために鋼管クレードルフレームを採用したが、この決定によりバイクは本来よりも重くなってしまった。

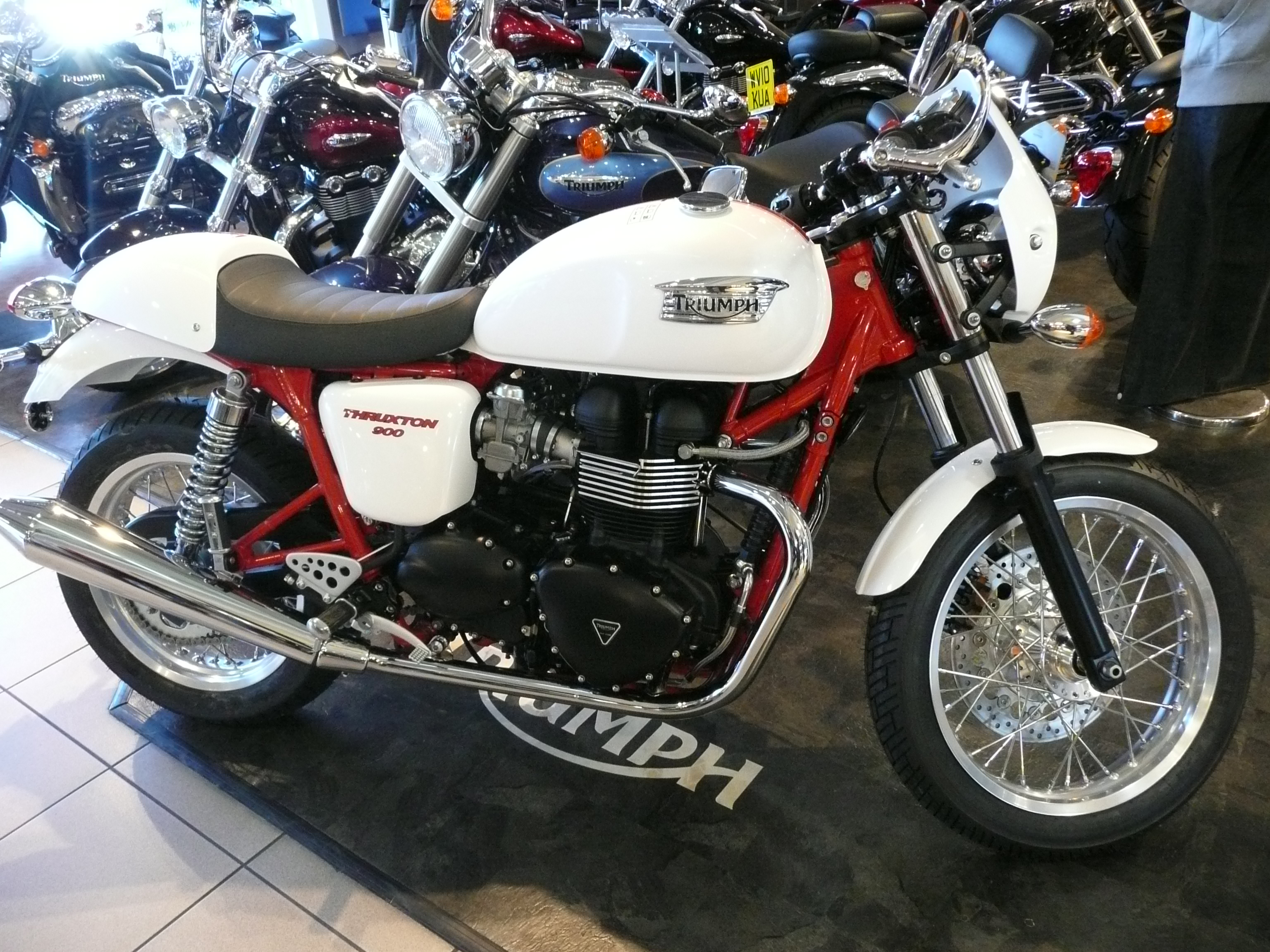
ブラックエンジンのスラクストン900

## 評価
デイリー・テレグラフ紙は2014年にスラクストン900をレビューし、「レトロなスタイル、穏やかなパフォーマンス、実用性、そしてリーズナブルな価格が組み合わさったスラクストンが、なぜ長年成功を収めてきたのかは容易に理解できる」と述べられている。
スラクストン1200RのMotor Cycle Newsでの2016年のレビューでは「スラクストンに惜しみなく注がれたスタイリングと細部へのこだわりには比類がない。Rのハンドリングは、優れたブレーキ、サンスペンション、シャシーのバランス、そしてエレクトロニクスの全体が完璧に調和し、まさに最高峰である」と述べられている。

## トライアンフ・すラクトン・カップ・チャレンジ
2005年、トライアンフ・モーターサイクルズ・アメリカ社とアメリカン・ヒストリック・レーシング・モーターサイクル協会（AHRMA）は、コロラド州プエブロ・モータースポーツ・パークで、トライアンフ・スラクストン900ワンメークの「スペック」クラスのレースとして、トライアンフ・スラクストン・カップ・チャレンジを開催した。テッド・「キャノンボール」・コブが初開催のカップで優勝した。